# شهرداری یاسوج
شهرداری یاسوج سازمان غیردولتی است که مسئولیت اداره شهر یاسوج را بر عهده دارد. بالاترین مقام اجرایی این سازمان شهردار است که توسط شورای شهر یاسوج انتخاب و با حکم وزیر کشور منصوب می‌گردد. شهر یاسوج به ۴ مرکزوهشت ناحیه متقسیم و برای هر ناحیه یک شهردار ناحیه منتصب شده‌است.
هم‌اکنون کیوان آشنا مسئولیت شهرداری یاسوج را بر عهده دارد.
هم اکنون شهرداری یاسوج دارای درجه ۱۰ شهرداری ها می‌باشد.

## نواحی
شهر یاسوج منطقه بندی ندارد اما برای خدمات بهتر به ۴ ناحیه تقسیم شده‌است:
شهر یاسوج به علت جمعیت کم هنوز منطقه بندی ندارد اما با الحاق چند روستا در سال ۱۴۰۲ در آینده نه چندان دور باید منطقه بندی شود و هر منطقه به چند ناحیه تقسیم شود و این کار باعث می‌شود که ناحیه ها بین منطقه ها تقسیم شوند.
- شهر های بزرگ به چند منطقه تقسیم می‌شوند و هر منطقه به چند ناحیه تقسیم می‌شود.
- شهر های متوسط به چند ناحیه تقسیم می‌شوند
- شهر های کوچک نه به ناحیه و نه به منطقه تقسیم نمی‌شوند.

در حقیقت ناحیه بخشی از منطقه است.

## ساختار سازمانی

### معاونت‌ها
- معاونت شهرسازی و امور زیربنایی
- معاونت حمل و نقل و ترافیک
- معاونت خدمات شهری
- معاونت توسعه مدیریت و منابع
- معاونت امور بانوان

### سازمان‌ها
- سازمان عمران و بازآفرینی فضای‌های شهری
- سازمان حمل و نقل بار و مسافر
- سازمان آتش‌نشانی و خدمات ایمنی
- سازمان سیما، منظر و فضای سبز
- سازمان مدیریت پسماند
- سازمان آرامستان‌ها

## حمل و نقل عمومی
شهرداری یاسوج دارای ۳۶ اتوبوس می‌باشد.
در ناوگان حمل و نقل عمومی شهر یاسوج بیش از ۱۰۰۰ تاکسی فعالیت می‌کنند.